# Тривога в лісі
«Тривога в лісі» (рос. Тревога в лесу) — радянський анімаційний фільм 1990 року студії Укранімафільм, режисер — Олександр Вікен. 

## Сюжет
У лісі випадково спрацювала тривожна сигналізація і серед звірів зчинився переполох. З'ясувалося, що ніхто не знає, як поводитися в екстрених ситуаціях.

## Над фільмом працювали
- Автор сценарію: Альберт Іванов;
- Режисер: Олександр Вікен;
- Художник-постановник: Генріх Уманський;
- Композитор: Олександр Осадчий;
- Кінооператор: Анатолій Гаврилов;
- Звукооператор: Ізраїль Мойжес;
- Художники-аніматори: Олександр Лавров, Олександр Вікен, Марина Медвідь, Андрій Карбовничий, Микола Бондар, Дмитро Ковтанець, М. Антипова, О. Коваленко;
- Асистенти: Тамара Швець, О. Уманський, Віра Боженок, М. Базилевська;
- Консультант: С. Семенов;
- Монтаж: Лідії Мокроусової;
- Редактор: Євген Назаренко;
- Директор знімальної групи: Іван Мазепа.

### Ролі озвучили:
- Людмила Томашевська;
- Наталя Сумська;
- Борис Вознюк.